# Marek Gędek
Marek Gędek (ur. 17 lutego 1965 w Hrubieszowie, zm. 15 czerwca 2018 w Lublinie) – polski medioznawca, historyk, dziennikarz, marketer, wykładowca akademicki, poeta.

## Życiorys
Absolwent historii Uniwersytetu Jagiellońskiego (1989) oraz studium podyplomowego na Wyższej Szkole Zarządzania i Marketingu w Warszawie (1998–1999). W roku 2009 uzyskał doktorat na Wydziale Politologii UMCS w Lublinie. Pracował jako adiunkt w Instytucie Dziennikarstwa i Komunikacji Społecznej Katolickiego Uniwersytetu Lubelskiego.
Miał wieloletnie doświadczenie dziennikarskie, m.in. praca w polskich gazetach takich jak „Dzień” (1989–1991), „Nowy Świat”, „Express Fakty” (1992), „Edytor Press”, (1992), „Obserwator Codzienny” (1992), „Stop” (1992), „Gazeta Wyborcza” (1992–1996), „Życie”, „Rzeczpospolita” (1998–2000). Wydawca, sekretarz redakcji, szef działu w kilku dziennikach m.in. „Dzienniku Wschodnim” (1997–2004) i jako wydawca i sekreter redakcji „Kuriera Lubelskiego” (2004–2008).
W latach 1996–1999 pracował w Banku Depozytowo-Kredytowym S.A. w Lublinie jako rzecznik prasowy szefował zespołowi public relations. W latach 1999–2001 był rzecznikiem prasowym Banku Pekao S.A. (ekspertem ds. PR, dyrektorem, członkiem rady programowej miesięcznika finansowego „Bankier” oraz członkiem kolegium pisma „Lider”).
W latach 1985–1986 był współzałożycielem grupy poetyckiej „Kresy”. Opublikował tomiki wierszy: Antologia poezji (1984), Rewolucja Antychrysta (1989), Dominik (1991), Postindustrialny szept (1992), Ut sit (2004), Wojownicy bijących serc (2011), Niedokończony poemat (2015).

## Działalność polityczna, społeczna i związkowa
Działacz podziemnych struktur opozycyjnych (Solidarność”, KPN itp.). Aresztowany w 1986 roku.
Był współzałożycielem Towarzystwa Koronnego w Lublinie i prezesem w latach 1991–1992. Od 1993 r. był członkiem Stowarzyszenia Dziennikarzy Polskich; członkiem Syndykatu Dziennikarzy Polskich (przewodniczący oddziału lubelskiego w latach 1994–1998); członkiem Towarzystwa Dziennikarskiego (wiceprezes 1993–1996); członkiem Rady Głównej Syndykatu Dziennikarzy Polskich (w latach 1994–1998); członkiem Konferencji Mediów Polskich (w latach 1994–1998); członkiem Rady Etyki Mediów (w latach 1994–1998); był również członkiem Towarzystwa Miłośników Lublina (wiceprezes od 2006) oraz członkiem Rady Naukowej Fundacji Instytut im. Kazimierza Wielkiego w Lublinie (od 2009).

## Życie prywatne
Był jednym z pierwszych supernumerariuszy Opus Dei z Lublina. Z żoną Beatą miał czwórkę dzieci: Agnieszkę, Martę, Adama i Tymoteusza. Zmarł po długiej i ciężkiej chorobie. Pochowany został na cmentarzu przy ulicy Lipowej w Lublinie. Mszy pogrzebowej w kaplicy cmentarnej przewodniczył biskup Mieczysław Cisło. Nad trumną przemawiał m.in. dziekan Wydziału Nauk Społecznych KUL ks. prof. Stanisław Fel, dyrektor Instytutu Dziennikarstwa i Komunikacji Społecznej KUL dr hab. Justyna Szulich-Kałuża.

## Odznaczenia, nagrody i wyróżnienia
Był laureatem wielu nagród i wyróżnień, m.in.
- 2015 – Brązowy Medal za Zasługi dla Obronności Kraju[6];
- 2016 – Medal Komisji Edukacji Narodowej za szczególne zasługi dla oświaty i wychowania[7].

## Publikacje
Opublikował blisko 30 książek i atlasów historycznych. Napisał między innymi:
- 2017, Kościół i chrześcijaństwo na ziemiach polskich: atlas historyczny, s. 165. Bellona, Warszawa 2017 ISBN 978-83-11-14167-4.
- 2016, Nieznane dzieje Polski 1943–2015, s. 925. Fronda, Warszawa 2016. ISBN 978-83-8079-105-3.
- 2015, Wojny polsko-moskiewskie od XV do VIII wieku, s. 300. Bellona, Warszawa 2015. ISBN 978-83-11-13579-6.
- 2014, Tajemnica początków Polski – Fascynująca historia ludu Wenedów, s. 390. Bellona, Warszawa 2014. ISBN 978-83-11-13398-3.
- 2009, Atlas historyczny wojen polskich, s. 90–91. Bellona, Warszawa 2009. ISBN 978-83-11-11642-9.
- 2012, „Wizerunek firmy w kontekście jej rozwoju” (studium przypadku), Wydawnictwo Pietrzak;
- 1996, Najdawniejsze dzieje ziemi hrubieszowskiej (do XV wieku).

W roku 2020 ukazało się pośmiertne wydanie jego ostatniej książki:Pasja w pasji, czyli moje (nie)umieranie, s. 121. Wardakowie – Codis, Warszawa 2020. ISBN 978-83-952015-5-4.